# جيليان بيلي
جيليان بيلي (بالإنجليزية: Gillian Bailey)‏ هي ممثلة بريطانية، ولدت في 14 يونيو 1955 في ويمبلدون في المملكة المتحدة.

## وصلات خارجية
- جيليان بيلي على موقع IMDb (الإنجليزية)
- جيليان بيلي على موقع قاعدة بيانات الفيلم (الإنجليزية)